# Gamla Bro
Gamla Bro var ett allaktivitetshus på Gamla Brogatan 27 i Stockholm, öppet 1969–1972. Gamla Bro låg i den norra delen av Klarakvarteren men undkom rivning i den stora Norrmalmsregleringen. Huset lånades formellt ut av Stockholms barnavårdsnämnd till Gamla Bros styrelse som fick bedriva verksamhet under Stockholms kulturnämnd och socialnämnd.

## Verksamhet
Gamla Bro ingick i den grupp av alternativa kulturhus som uppstod i Sverige i slutet av 1960-talet. Invigningen av Gamla Bro ägde rum den 14 september 1969 då verksamheten startade med ett stormöte där arbetsgrupper utsågs och riktlinjer drogs upp.
Den ambitiösa verksamheten kom att delvis att torpederas av den stora tillgången på narkotika och bristen på samlingslokaler och härbärgen i Stockholm. Gamla Bros styrelse mötte därutöver problem med hemlöshet, kriminalitet och grupperingar som exempelvis hippies, proggare och anarkister som hade svårt att hålla sams. Därtill utkämpades politiska strider om allaktivitetshusets inriktning och ideologi.

Gamla Bros föreståndare 1970–1972 var Irma Jensing. Vid sin sida hade hon socionomen Ulla Wächter samt psykologerna Ulla Bertling och Lotta Linderholm. Gamla Bros styrelse och tongivande aktivister bestod av bland andra Pär Stolpe, Per Kågeson, Per Janse, Ingvar von Malmborg, Thomas Mera Gartz, Catarina Abelli och Stefan Westlund.

Gamla Bro ockuperades, stängdes och öppnades åter till slutet kom i oktober 1972.

Mats Eriksson Dunér har skapat installationen "Gamla Bro: Det var en tid då allt var möjligt – All makt åt fantasin!", som visades på Kulturhuset, Stockholm 2015/2016 tillsammans med Eriksson Dunérs entimmes-dokumentär med samma namn.

Idag hyser fastigheten Gamla Brogatan 27 flera butiker och kontorslokaler.